# Григорович, Лилия Степановна
Лилия Степановна Григорович (укр. Лілія Степанівна Григорович; род. 12 сентября 1957 года, г. Ивано-Франковск) — украинский государственный деятель, депутат Верховной рады Украины II-VI созывов (1994—2012). Заслуженный работник здравоохранения Украины (1997).

## Биография
Родился 12 сентября 1957 года в Ивано-Франковске.
В 1985 году окончила Ивано-Франковский медицинский институт.